# Paragominas (gemeente)
Paragominas is een gemeente in de Braziliaanse deelstaat Pará. De gemeente telt 110.026 inwoners (schatting 2017).

## Aangrenzende gemeenten
De gemeente grenst aan Dom Eliseu, Ipixuna do Pará, Goianésia do Pará, Nova Esperança do Piriá, Ulianópolis en Centro Novo do Maranhão (MA).

## Verkeer en vervoer
De stad ligt aan de radiale snelweg BR-010 tussen Brasilia en Belém. Daarnaast ligt ze aan de wegen PA-125 en PA-256.